# Trinity Session
Pour les articles homonymes, voir Trinity.
 (janvier 2018).
Si vous disposez d'ouvrages ou d'articles de référence ou si vous connaissez des sites web de qualité traitant du thème abordé ici, merci de compléter l'article en donnant les références utiles à sa vérifiabilité et en les liant à la section « Notes et références ».

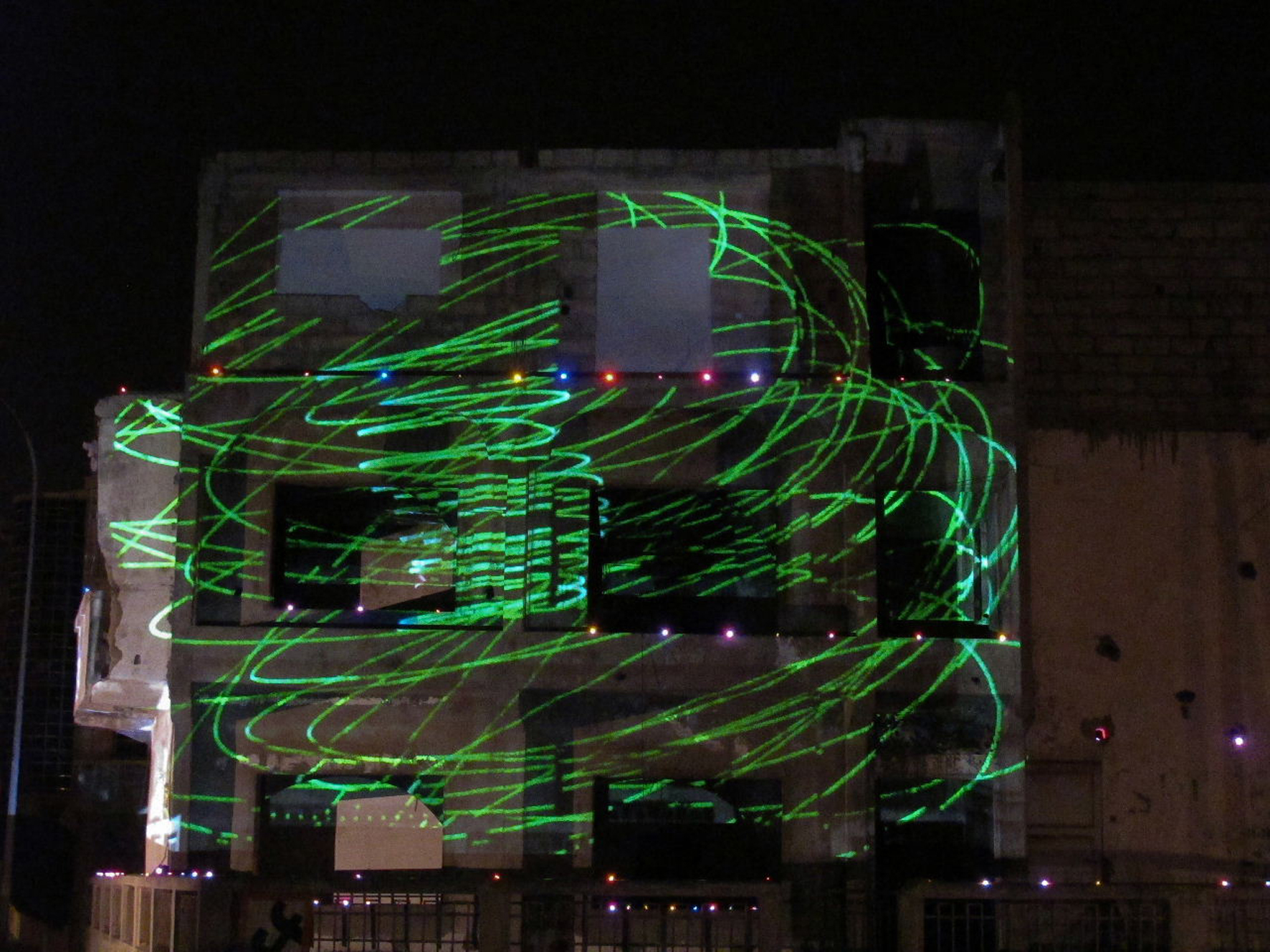
Performance de Trinity session

La Trinity Session est une équipe de production d’art contemporain dirigée par les artistes Sud-Africains Stephen Hobbs et Marcus Neustetter. 

## Historique
La Trinity Session est formée en 2000, en réponse à la diminution du nombre de galeries d'art en Afrique du Sud. Jusqu'en 2004, l'équipe est composée de trois membres, mais Kathryn Smith quitte le trio en août 2004, souhaitant poursuivre une carrière d'artiste individuelle.

## Productions
Le projet se définit par des échanges avec leur ville natale, Johannesbourg, en relation avec l’Afrique et des contextes similaires développés ou en développement. Leurs principales activités consistent en des interventions et performances temporaires, ainsi qu’en la production et l’organisation de projets artistiques destinés à un large public.
Hobbs et Neustetter cherchent à développer des applications technologiques adaptées au contexte sur lesquels ils travaillent, ainsi que des pratiques sociales propres à chaque site. Leur production artistique, guidée par des questions de détérioration urbaine, de xénophobie et d'accès au public, prend la forme d'actions « live » et de documentations vidéo. Parmi les œuvres de la Trinity Session, on trouve : 
- Temporary But Permanent Projects : une exposition-inventaire au Museum of African Design de Johannesbourg (Afrique du Sud, 2015) et à l'Athenaeum de Port Elizabeth (Afrique du Sud, 2014) ;
- Renaming the City, œuvre commanditée à l'occasion du Ars Electronica Festival de Linz (Autriche, 2015) ;
- Exquisite Corpse, une performance vidéo présentée au Subtle Tech festival de Toronto (Canada, 2014) ;
- Platform 1 : une intervention publique avec la Swallows Foundation, GIFT Festival à Gateshead (Royaume-Uni, 2013) ;
- Bessengue B’etoukoa, une intervention publique à Douala, commandée à l'occasion de Across the board: Public Space/ Public Sphere, organisé par Elvira Dyangani Ose (Tate Modern, Londres), pour le SUD – Salon Urbain de Douala 2013 (Cameroun) ;
- ATAYA, une performance publique lors des Saisons Afrique du Sud/France à Saint-Ouen et Paris (France, 2013) ; Fluid Stop, une installation in situ et projection publique à la Greenhouse, Saint-Étienne (France).

### Liens connexes
- Liste des œuvres publiques de Douala
- Art contemporain africain